# Godezza
Godezza (comunemente chiamata "La Godezza") è una località del comune di Poviglio, in provincia di Reggio Emilia. 
Dista circa 5 km dal capoluogo comunale in direzione nord e sorge al confine con il comune di Brescello. Il piccolo abitato si sviluppa seguendo il tracciato della strada provinciale (SP 82) che la collega al territorio brescellese.

## Storia
Il toponimo evoca un passato di frequenti alluvioni del Po nella zona; infatti il termine "Godezza" deriverebbe dal latino classico "Lacumducium", o "Lacoducto" nella versione medievale, cioè palude. Ancora in tempi recenti, la località è stata interessata dalle maggiori esondazioni del Grande fiume.

## Consulta di frazione
Dal 2010 gli abitanti della Godezza partecipano all'elezione della Consulta di Frazione, organo civico con funzioni consultive e propositive, istituito con delibera del Consiglio comunale. La Consulta è composta dai sette candidati che siano risultati eletti sulla base del maggior numero di preferenze nominali ricevute da parte degli aventi diritto al voto ovvero da tutti i cittadini maggiori di 16 anni che risiedano o esercitino un'attività commerciale alla Godezza, oltre che nelle vicine frazioni di San Sisto, Enzola e Casalpò. Il mandato della Consulta coincide, in termini di durata, con quello amministrativo. Nei giorni 5, 6 e 7 ottobre 2014 si è svolta l'elezione per il rinnovo dell'organo civico della località.